# Emmenomma oculatum
Emmenomma oculatum är en spindelart som beskrevs av Simon 1884. Emmenomma oculatum ingår i släktet Emmenomma och familjen mörkerspindlar. Inga underarter finns listade i Catalogue of Life.